# Хакучи
Хакучи (хакучинцы, самоназвание: адыгэ, хьакӏуцу) — черкесская субэтническая общность, говорящая на одноимённом поддиалекте шапсугского. Исторически (до завершения Кавказской войны) населяли долины рек Хакучипси, Ходжоко, Татай, Копсе и Энебепле. Хакучинский поддиалект считается наиболее архаичным среди всех адыгских наречий. Ныне он сохранился в некоторых причерноморских аулах (Большой Кичмай, Малый Кичмай, Ахинтам), а также в Турции.

## История
В литературе известны не ранее первой четверти XIX века. До второй половины XIX века проживали между землями убыхов и Малым Шапсугом (черноморское побережье современного Краснодарского края).
Название хакучинцев сохранился в гидронимах: Хакучипсы — приток реки Псезуапсе и Хакуч  — левый приток реки Аше.
В период Кавказской войны в 1840—1860-х годах и сразу после неё, в военных документах русской армии встречалось наименование племени — хакучи, аулы которых располагались в труднодоступных горных районах в верховьях реки Псезуапсе.
Существовавшее здесь с ранних пор шапсугское Хакучинское общество и аул, получившие название Хакуч от реки Хакучипсе (приток р. Псезуапсе), с окончанием многолетней Кавказской войны пополнялось беженцами из различных адыгских племён, сюда же стягивались беглые казаки и солдаты русской армии. Хакучи говорили на видоизменённом шапсугском диалекте черкесского языка и этнически составляли единое целое с Шапсугами.
Пользуясь труднодоступностью своих ущелий, хакучи упорно сопротивлялись, не желая переселяться ни на Лабу, ни в Турцию. Против них были применены обычные для Кавказской воины методы: уничтожение аулов, посевов и запасов продовольствия.
Только после этого часть хакучей покорилась и согласилась покинуть родные места, но другой части удалось избежать выселения. Поэтому в 1865 году экспедицию против хакучей пришлось повторить.
В результате её почти все хакучи были выселены в аулы Кубанской области, хотя отдельные небольшие группы продолжали скрываться в горах ещё на протяжении нескольких лет.
- 1870 год — Иван Орехов записал[3] -

«…, мы пришли к устью речки Гогопс, впадающей в реку Пшеху слева. Из верховья Гогопса, близко сходящегося с верховьями Хакучипсе (приток Псезуапе) и Ашше, лежит тропа, по [306] которой хищники южного склона переходили на северный, для грабежа и воровства. Несмотря на двукратный поход против них в 1865 году (весною и осенью) и на выселение, в том же и в следующем году, нескольких тысяч хакучей в Турцию, сотни две-три этих разбойников ещё держались в горах, в чрезвычайно дикой местности истоков рек Шахе, Бзыча (приток реки Шахе), Ашше и Нуажи (приток реки Ашше)»

.
К концу XIX века, когда стало ясно, что несколько сот хакучей не могут представлять реальной угрозы для безопасности черноморского побережья, им было разрешено вернуться в родные места. Ныне большую часть черноморских адыгов-шапсугов составляют именно потомки хакучей.
В наше время хакучи составляют значительную часть населения аула Большой Кичмай, несколько семей живёт в ауле Ходжико, а также в аулах Агуй-Шапсуг (бывшая Куйбышевка) и Тхагапш (Тхагапс).

## Легенда о Хамри (Амиране)
- 1870 год — Иван Орехов, в своих путевых заметках «По северному склону западного Кавказа», написал следующее[4] :

У них, хакучей, говорят, что это вот та самая скала, где сильный человек прикован был, а это, добавил Натырбов, тот самый ручей, в который Аллах аксакала обратил.
Я задумался над этим рассказом. Сходство его с легендою о Прометее устраняло все сомнения о тождестве с последнею. За Кавказом очень распространено подобное же сказание, и его относят то к той, то к другой горе или скале, чем-либо поразившей воображение окрестных жителей и расшевелившей их четкую фантазию. Так, предание о волшебнике Амиране, прикованном то внутри Эльборуса, то на одной из гор Лечгумя, известно и грузинам, и лезгинам, и осетинам.
 — Как же звали сильного человека, которого Аллах наказал? — спросил я.
 — «Хамри», — ответил тот.
Я занес в свой походный журнал рассказ полудикого хакуча, в той подробности, в какой слышал, как любопытный факт живучести народных преданий и как образчик яркой фантазий племени, ещё не успевшего выйти из младенчества.
Как и чем запечатлелся в народном воображении этот эллинский миф; почему и древние греки, и полудикие хакучи относят место казни Прометея к одной из скал Кавказа; объясняется ли этот факт присутствием в горах последнего выселения 63/64 года потомков древних аргонавтов, ходивших в Колхиду, или занесен он сюда в позднейшую эпоху, в эпоху, может быть, процветания Босфорского царства — Понта, или в пору богатства и силы греческих колоний Тавриды — вот вопросы, которые теснились в моей голове, не находя решения.